# Тауш (Іглінський район)
Тау́ш (рос. Тауш, башк. Тыуыш) — присілок у складі Іглінського району Башкортостану, Росія. Входить до складу Калтимановської сільської ради.
Населення — 23 особи (2010; 12 в 2002).
Національний склад:
- білоруси — 59 %
- чуваші — 33 %